# Йона Одноушев
Йона Одноушев, або святи́тель Іо́на († 31 березня 1461) — Митрополит Київський і всієї Русі, Митрополит Московський (1448-1461). Канонізований Помісним собором Московського патріархату у 1547 році, дні пам'яті вшановуються тричі на рік — 31 березня, 27 травня, 15 червня (усі дати дані за старим стилем). Його вважають[хто?] засновником Російської православної церкви.

## Біографія
Іона народився в 1390-х роках в селі Одноушове поблизу міста Солигалича (нині Костромська область, Росія) в родині землевласника Федора Одноушева. Дванадцятирічним хлопчиком він пішов у Галицький монастир, де прийняв чернецтво, а через декілька років перейшов у Московський Симонов монастир. У монастирі він виконував послух, будучи пекарем. Одного разу, стомлений роботою, він заснув у пекарні. У цей час монастир відвідав святитель Фотій, митрополит Київський і всієї Русі, який обійшов всі монастирські будівлі й заглянув у пекарню. Побачивши сплячого ченця Іону, він напророкував, що юнак стане великим святителем землі руської.
1430 року митрополитом Константинопольського патріархату Фотієм він був хіротонізований у єпископа Рязанського й Муромського, а незабаром Іоні самому довелося очолити Московську Церкву. 2 липня 1431 року митрополит Фотій помер: спадкоємцем став єпископ Іона. Першим кроком у діяльності нового митрополита було прославляння й прирахування до лику святих митрополита Олексія.
Для затвердження в сані митрополита Іона виїхав у Константинополь лише в 1435 році. Коли на початку 1436 року Іона прибув у Царгород, там уже був поставлений на Київську митрополію інший кандидат — митрополит Ісидор, прихильник Флорентійської унії - з'єднання Православної та Католицької Церков.
У 1440 році в Вільно польський король і великий князь литовський Казимир (1440-1492 рр) уклав угоду з Василем II в, по якій зобов'язувався не допускати вже відомого Ісидора на митрополичий престол у Києві. За цією ж угодою православні єпархії в 1451 р були підпорядковані московському митрополитові Іоні.
Іона повернувся разом із митрополитом Ісидором. Коли новий митрополит, побувавши на Флорентійському Соборі, почав активні дії щодо з'єднання Церков, то багато московських православних єпископів, противників єдності з Католицькою церквою, спротивилися цьому. Був скликаний Собор під головуванням єпископа Іони. Іона скликав у Москві в 1459 році Синод, на якім остаточно зформулював позитивно створення московської автокефалії. На Синоді також було ухвалено "Ніколи не відступати від святої московської церкви й від митр. Йони, коритися йому в усім, а по його відході до Бога, коритися його законним наступником, а до відступника від православної віри Ісидорового ученика Григорія, відлученого від святої соборної церкви, нам, архієпископам руської митрополії, не приступати, грамот від нього ніяких не брати й нарад з ним не мати ні про що".
Ісидор відмовився це зробити й був узятий під варту, але 15 вересня 1441 року втік із ув'язнення. Відтоді єпископ Іона знову почав керувати митрополією, а 15 грудня 1448 року Собор московських ієрархів самостійно, без Константинопольського патріарха на прохання Василія II, поставив Іону митрополитом Московським. Це означало де-факто автокефалію православної церкви в межах Великого князівства Московського, не визнану, однак, константинопольським патріархом. 141 рік РПЦ перебувала у схизмі із Константинопольською Православною Церквою. У 1589 року, константинопольський патріарх Єремія II Транос "врегулював" московську православну церкву надавши їй право мати власного Московського патріарха.

## Політична та громадська діяльність
Першоієрарх Московської православної церкви — відомий політичний діяч свого часу. Брав активну участь у державному житті Московського князівства, сприяючи князеві Василію Васильовичу Темному в об'єднанні розрізнених руських князівств у єдину державу під головуванням Москви. Слово святителя було дуже вагомим, його авторитет для князя Василія був незаперечний. Він мав сильний вплив на князя.
Іона намагався впливати на православну церкву в українських та білоруських землях Великого князівства Литовського. У цьому прагненні він був підтриманий королем польським і великим князем литовським Казимиром IV Ягеллончиком, однак константинопольський патріарх Григорій Мамма у 1458 році висвятив на Київську митрополію Григорія II Болгариновича.
У спокійний час святитель любив молитися на самоті. Це був великий подвижник, добрий і незлобивий. Він прославився даром прозорливості, зціляв хворих, заступався за скривджених, допомагав незаможним і ревно насаджував благочестя. Усе життя святителя було цілеспрямованим і напруженим. Тридцять років святитель Іона управляв Московською Церквою. Йона був автором багатьох послань, склав «Келейне Євангеліє», куди увійшло 38 повчань на морально-етичні теми.
Тяжко захворівши, призначив своїм спадкоємцем Феодосія. 31 березня 1461 року митрополит Іона помер. По смерті був похований в Успенському соборі Московського кремля.

## Вшанування пам'яті
1472 року, через 11 років після смерті в московському Успенському соборі були відкриті мощі святителя, а 1547 року митрополита Іону причислили до лику святих, і встановили врочисте церковне святкування.
Церковне передання свідчить, що під час війни 1812 року страшне видіння налякало французів біля гробниці святителя Іони: чудотворець став перед ними з загрозливо піднятою рукою. Архієпископ Августин (Виноградський) через декілька днів після втечі французів із Москви з острахом увійшов в Успенський собор. Біля стін собору стояли горни для плавки металів, зникло величезне сріблене панікадило, обдерті ікони були розкидані по підлозі. Але найбільше в пограбованому соборі вразила архієпископа вціліла рака зі святителем Іоною. Ця подія стала своєрідним знаменням, що й після смерті святитель Іона охороняє Москву від ворогів.